# Szabó Gyula (színművész, 1883–1962)
Szabó Gyula (Alsójára, 1883. január 31. – Budapest, Józsefváros, 1962. augusztus 18.) színész, operaénekes (bariton).

## Pályafutása
Szabó Albert és Kerekes Anna fiaként született. Kolozsváron tett érettségi vizsgát. Tanulmányait a mezőgazdasági akadémián folytatta, azonban színházi élményei miatt a színészi pályát választotta, beiratkozott a budapesti Nemzeti Színház akadémiájára. Itt Csortos Gyula osztálytársa volt, Mály Gerővel lakott egy szobában. 1903-ban kapott működési engedélyt, pályafutását 1904-ben kezdte. Játszott Győrben, Cegléden, Szentesen, Aradon, Kalocsán, Nagyváradon és Debrecenben, később a budapesti Magyar Színházban és a Városi Színházban. 
1924-ben mivel magyar útlevéllel ment Csehszlovákiából Romániába, Fekete Mihály társulatvezető szerezte meg számára a játszási engedélyt, amelyet 56110/1924 szám alatt állítottak ki számára. Egyúttal a román állampolgárságot is fel akarta venni. 1932-ben Marosvásárhelyen operakoncertet adott. 
1935. február 14-én a Ferencvárosban házasságot kötött a nála nyolc évvel fiatalabb Seh Margit Vilma Annával, Seh László és Bakacs Mária lányával. Az 1930-as években Vecsésre költözött családjával, ahol a Koczián-féle házban lakott a Zrínyi utcában és innen járt be a színházba és a filmgyárba. Támogatta az Andrássy-telepi színjátszókat és maga is gyakorta lépett fel jótékonysági céllal. 1945-ben feddést kapott az igazolóbizottságtól. A második világháborút követően Cegléden, Szolnokon, valamint a budapesti Magyar Színházban játszott és filmekben is szerepelt. 71 éves korában Major Tamás szerződtette a Nemzeti Színházhoz. Jubileuma alkalmából a Volpone főszerepét alakította, a Katona József Színházban. 
Főként epizódszerepeket játszott, nagybajuszú, szikár népi figurák szerepében láthatta a közönség, karakterisztikus figuráját a rendezők kedvelték. Egy filmfelvétel során napszúrást kapott, ami végzetesnek bizonyult. Elhunyt 1962-ben, életének 80., művészi pályának 60. évében. Szolnokon helyezték örök nyugalomra.

## Színházi szerepei
- Deli úrfi (Rákosi Jenő: A bolond)
- Ezredes (Kálmán Imre: Kis király)
- Laci (Csepreghy Ferenc: Sárgó csikó)
- Dorozsmay (Zerkovitz Béla: Csókos asszony)
- Armand gróf (Kálmán Imre: Bajadér)
- Ahmed bej (Leo Fall: Sztambul rózsája)
- Alexa (Bruno Granichstädten: Orlow)
- Armand (Lehár Ferenc: Frasquita)
- Iván herceg (Gilbert: Marinka táncosnő)
- Bagó (Kacsóh Pongrác: János vitéz)

## Filmjei
| - Akit elkap az ár (1940) – Mihály, ispán - Lesz, ami lesz (1941) - Ne kérdezd, ki voltam (1941) - Egy éjszaka Erdélyben (1941) - Az utolsó dal (1941) - Szép csillag (1942) - Fráter Loránd (1942) - Jelmezbál (1942) - Szeptember végén (1942) - Fekete hajnal (1943) - Sárga kaszinó (1943) - Makrancos hölgy (1943) - Magyar Kívánsághangverseny (1943) - Féltékenység (1943) - Muki (1943) - Futótűz (1943) - Zenélő malom (1943) - Aranypáva (1943) - Kettesben (1943) - Fény és árnyék (1943) - Házassággal kezdődik (1943) - Boldog idők (1943) | - Futóhomok (1943) - Viharbrigád (1943) - Nászinduló (1943) - A látszat csal (1943) - Machita (1943-44) - Egy nap a világ (1944) - A két Bajthay (1944) - Fiú vagy lány? (1944) - Hintónjáró szerelem (1954) - Mese a 12 találatról (1956) - Körhinta (1956) - Csempészek (1958) - Égi madár (1958) - Ház a sziklák alatt (1959) - A 39-es dandár (1959) - Szerelem csütörtök (1959) - Virrad (1960) - Az arc nélküli város (1960) - Dúvad (1961) - Megöltek egy lányt (1961) - Jó utat, autóbusz (1961) - Felmegyek a miniszterhez (1962) |

## Működési adatai
- 1920: Arad (Róna Dezső társulata)
- 1922/23: Temesvár (Szabó Pál társulata)
- 1923: Marosvásárhely (Kardos Andor társulata)
- 1924/25: Temesvár, Arad, Lugos (Fekete Mihály társulata)
- 1925/26: Brassó, Székelyudvarhely, Sepsiszentgyörgy, Gyergyószentmiklós, Csíkszereda, Dicsőszentmárton, Kézdivásárhely (Gáspár Jenő társulata)
- 1926: Orsova, Karánsebes (Maurer Béla társulata)
- 1938/39: Arad (Szendrey Mihály társulata)
- 1939/40: Nagyenyed és kisebb települések (Jódy Károly társulata)